# 奈略峡湾
60°56′37″N 6°55′53″E / 60.94361°N 6.93139°E
奈略峡湾 （挪威語：Nærøyfjord，挪威語發音：[ˈnæ̂ːrœʏˌfjuːɳ]）是挪威西部韦斯特兰郡艾于兰境内的一个峡湾，为松恩峡湾的一个分支，全长17公里，最窄处的水面仅有300米宽，沿岸多高山。奈略峡湾及其周边地区与盖朗厄尔峡湾一起被联合国教科文组织列为世界遗产。